# 2023년 스페인 총선거
2023년 스페인 총선거는 2023년 7월 23일 치러진 스페인의 총선거이다. 스페인 하원의 전 의석 350석과 스페인 상원의 265석 중 208석을 새로 뽑는다.
2019년 11월 스페인 총선거 이후 구성된 페드로 산체스의 제2차 내각은 스페인 제2공화국 역사상 최초로 스페인 사회노동당과 포데모스 연합이 연정을 맺어 구성하였다. 그러나 2020년 3월 발생한 코로나19 범유행과 2022년 러시아의 우크라이나 침공 등의 영향 속에 정부 지지율은 하락하였고, 한편 최대 야당인 국민당은 2022년 2월 전당대회에서 당대표를 파블로 카사도에서 알베르토 누녜스 페이호로 교체한 이후 여론조사와 2023년 5월 지방 선거 결과에서 1위를 차지하고 있었다. 사회노동당의 페드로 산체스 총리는 본래 2023년 예정된 의회 임기를 마칠 것을 공언하고 있었으나 2023년 5월 지방 선거 이후 의회를 해산하고 조기 총선을 치르기로 하였다.
선거 결과 국민당이 큰 지지율 증가를 보여 의회에서 가장 많은 137석을 차지하였으나 예상되던 과반 의석에는 미치지 못하였다. 사회노동당은 국민당에 밀렸으나 여전히 100석을 크게 넘겼고 한편 Vox와 수마르(Sumar)는 의석을 상당히 잃었다. 2019년 이래로 세력을 크게 잃은 시민당은 이번 선거에 참여하지 않았다. 카탈루냐 공화좌파당도 부진했으나 과거 카탈루냐 독립선언을 하였다가 현재 국외 도피 중인 카를레스 푸지데몬이 이끄는 함께 카탈루냐를 위하여(Junts)가 여전히 7석을 유지하였다.
국민당은 최대 정당이 되었음에도 불구하고 과반을 넘길 연정 상대를 찾지 못하며 정부 구성에 실패하였고, 재선거의 가능성도 제기되었으나 사회노동당이 Junts 등 지역주의 정당들의 지원을 얻는 데 성공하면서 산체스 정부의 재구성이 확실시되고 있다.